# Moritz Jahn (Autor)
Moritz Jahn (* 27. März 1884 in Lilienthal; † 19. Januar 1979 in Göttingen) war ein deutscher Schriftsteller, der hauptsächlich auf Niederdeutsch schrieb.

## Leben
Moritz Jahn war von 1908 bis 1921 Lehrer an der Präparandenanstalt in Melle, ehe er 1921 als Rektor nach Hofgeismar ging. Neben seiner beruflichen Tätigkeit studierte er von 1921 bis 1925 Germanistik und Kunstgeschichte in Göttingen. Noch bis 1943 war er im Schuldienst tätig, zuletzt als Rektor in Geismar, und wurde nach seiner Pensionierung 1944 freier Schriftsteller.
Jahn trat zum 1. Mai 1933 der NSDAP bei (Mitgliedsnummer 3.113.195) und war 1941 Teilnehmer am von Goebbels organisierten Weimarer Dichtertreffen, bei dem die nationalsozialistische Europäische Schriftsteller-Vereinigung gegründet wurde. Jahn hielt auf der Tagung eine Rede, in der er die literarischen Emigranten scharf angriff. In der Zeit des Nationalsozialismus wurde er 1944 zum Ehrendoktor der Göttinger Universität ernannt.
Im Göttinger Stadtteil Geismar ist das Moritz-Jahn-Haus nach ihm benannt.

## Werk
Zu Jahns hauptsächlich in niederdeutscher Sprache verfasstem Werk gehören vor allem Lyrik – auch Balladen – Märchen, Erzählungen und Geschichtserzählungen, diese z. T. auch in Briefform.

„Mein Interesse an dieser Sprache war nicht historischer, sondern durchaus ästhetischer Natur; ich empfand sie als prall von künstlerischen Möglichkeiten, die nach meinem Gefühl […] kaum gesehen waren,“

beschreibt der Dichter seinen Antrieb, sich als ambitionierter Literat gerade dem Niederdeutschen zu widmen. Teile seines Werkes, das auch hauptsächlich im niederdeutschen Raum angesiedelt ist, können als grüblerisch oder tragisch charakterisiert werden, anderes wiederum ist voller satirischer oder komischer Elemente. Jahns Lieblingsthema ist das Leben von Sonderlingen und deren Scheitern an der Gesellschaft, wie z. B. in der Gedichte- und Balladensammlung Ulenspegel un Jan Dood (1933). Weitere bekannte Werke sind die Erzählung Frangula (1933), die Novelle De Moorfro (1950) und Luzifer (1956), wiederum eine Erzählung. Ebenso wichtige Veröffentlichungen waren der Gedichtband Unkepunz. Ein deutsches Gesicht (1931) und Im weiten Land (1938), eine Sammlung von Erzählungen. Seine Erzählung Die Geschichte von den Leuten an der Außenföhrde gehörte zu der im Nationalsozialismus propagandistisch verwendeten Literatur, die in höheren Auflagen als gewöhnlich gedruckt wurde.

## Auszeichnungen / Würdigungen
- 1936 Literaturpreis der Provinz Hannover (zusammen mit Alma Rogge und Wilhelm Scharrelmann)
- 1941 Mecklenburgischer Schrifttumspreis
- 1944 Münchhausen-Preis für deutsche Lyrik (gestiftet von Hartmann Lauterbacher, der Preis wurde nur einmal überhaupt vergeben)[4]
- 1944 Ehrendoktorwürde der Philosophischen Fakultät der Georg-August-Universität zu Göttingen
- 1944 Klaus-Groth-Preis
- 1959 Fritz-Reuter-Preis
- 1964 Ehrenmedaille der Stadt Göttingen
- 1984 Wissenschaftliches Kolloquium in Göttingen aus Anlass des 100. Geburtstages des Dichters
- Klaus-Groth-Preis der Niederdeutschen Vereinigung Hamburg
- Indigenat der Ostfriesischen Landschaft

## Werke (Auswahl)
- Die Geschichte von den Leuten an der Außenföhrde. Junge Generation Verlag, Berlin 1930
- Boleke Roleffs. Eine niederdeutsche Erzählung. Spielmeyer, Göttingen 1930
- Unkepunz. Ein deutsches Gesicht. Spielmeyer, Göttingen 1931
- Frangula oder Die himmlischen Weiber im Wald. Reclam, Leipzig 1933
- Ulenspegel un Jan Dood – niederdeutsche Gedichte Verlag Westphal, Lübeck 1933
- Im weiten Land. Erzählungen, Langen Müller, München 1938
- Die Gleichen. Langen Müller, München 1939
- Das Denkmal des Junggesellen. Eine harmlose Geschichte. Langen Müller, München 1942
- Moritz. Das Denkmal des Junggesellen. Eine harmlose Geschichte. Bertelsmann, Gütersloh 1948
- De Moorfro. Verlag der Fehrs-Gilde, Hamburg 1950
- Luzifer. Verlag der Fehrs-Gilde, Hamburg 1956

## Diskographie
- Moritz Jahn, „Luzifer“, Gedichte aus „Ulenspegel un Jan Dood“ (Reihe: Niederdeutsche Stimmen)